# NGC 380
NGC 380 je eliptická galaxie v souhvězdí Ryb. Její zdánlivá jasnost je 12,6m a úhlová velikost 1,3′ × 1,3′. Je vzdálená 205 milionů světelných let, průměr má 75 000 světelných let. Galaxie je členem skupiny LGG 17, jíž je nejjasnější galaxií, spolu s galaxiemi NGC 384 a s PGC 4110. Galaxie je součástí řetězce galaxií zařazeného v Arpově Katalogu pekuliarních galaxií jako Arp 311. Galaxii objevil 12. září 1784 William Herschel.

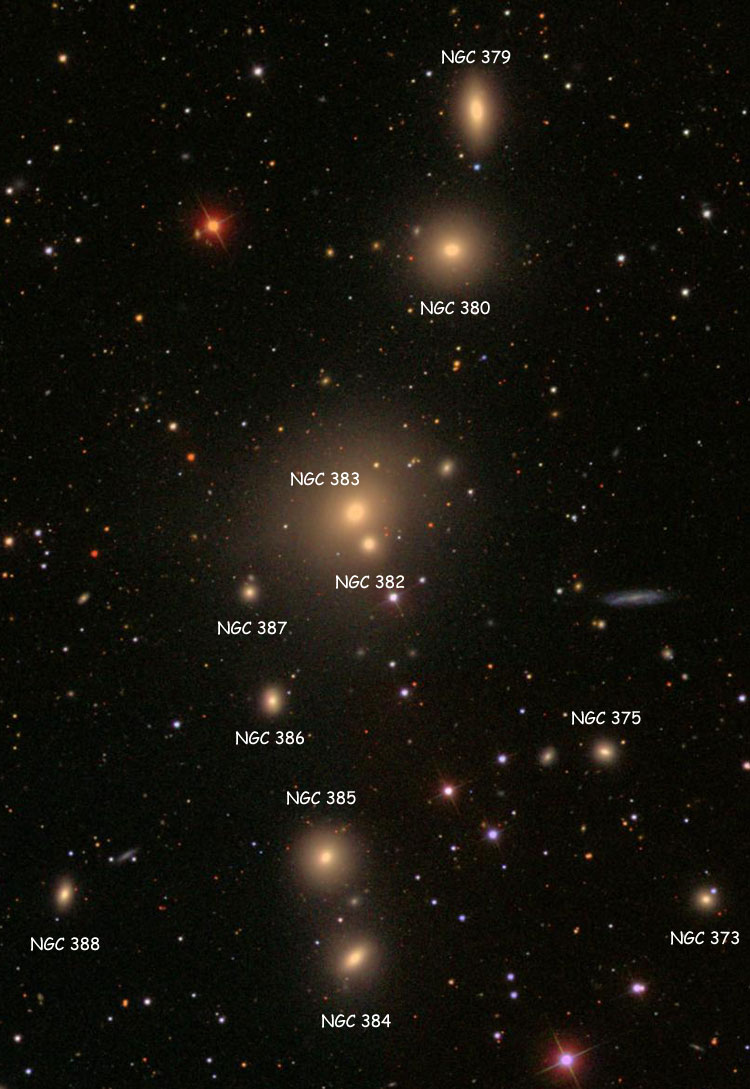
řetěz galaxií Arp 331. (SDSS)

## skupina galaxie NGC 380 (LGG 17)
| Galaxie  | Další označení | Vzdálenost Mly |
| -------- | -------------- | -------------- |
| NGC 380  | PGC 3969       | 205            |
| NGC 384  | PGC 3983       | 196            |
| PGC 4110 | UGC 714        | 214            |